# Маоке
Го́ри Мао́ке (індонез. Pegunungan Maoke) Снігові гори — гори на заході острова Нова Гвінея, в основному на території Індонезії (провінція Папуа) і тільки частково заходять на територію Папуа Нової Гвінеї.

## Географія
Довжина гір 692 км, ширина до 150 км. Висота 4000—4500 м. Найвища вершина — гора Пунчак-Джая (4884 м), друга за висотою гора Пунчак-Мандала (4760 м), третя — Пунчак-Трикора (4750 м). На заході гори впираються у півострови Доберай і Бомберай, на сході, на території Папуа Нова Гвінея, переходять у Гори Бісмарка.
На трьох вершинах гір Маоке (Пунчак-Джая, Пунчак-Мандала і Нгга-Пілімсіт, ще зберігаються льодовики. На горі Пунчак-Трикора, в період з 1936 по 1962 роки лід повністю розтанув.

## Геологія
Гори являють собою систему гірських хребтів Судірман — Західний та Східний, Джаявіджая та інші, витягнутих із заходу на схід. Центральні (осьові) зони хребтів складені переважно гнейсами і гранітами, периферійні — пісковиками, вапняками та сланцями.

## Рослинність
Верхня межа росту дерев становить 3650 м. До висоти 700 м гори покриті екваторіальними лісами з великою різноманітністю видів рослин, вище ростуть ліси з дуба, каштана, араукарії, евкаліпта. Вище 3000 м — зарості чагарників і луки. Вище 4400 м — гострі вершини з ділянками снігів і льодовиків.